# محمد سبيل (لاعب كرة قدم مواليد 1993)
محمد سبيل مواليد 13 أبريل 1993، لاعب كرة قدم إماراتي يجيد اللعب في الدفاع .

## مسيرة اللاعب
كانت بداياته مع النادي النصر و إنتقل إلى نادي الأهلي عام 2012 .

### نادي شباب الأهلي دبي
كان يلعب مع النادي الأهلي وبعد دمج أندية الأهلي و نادي الشباب ونادي دبي تحت مسمى نادي شباب الأهلي تم ضمه إلى نادي شباب الأهلي .

### نادي الوصل
انتقل إلى نادي الوصل في عام 2020 .

## روابط خارجية
- محمد سبيل على موقع Soccerway.com (الإنجليزية)